# Cerkiew Opieki Matki Bożej w Ninie
Cerkiew Opieki Matki Bożej – prawosławna cerkiew w Ninie, w jurysdykcji eparchii narewskiej Estońskiego Kościoła Prawosławnego. Świątynia parafialna.

## Historia
W XVII w. nad brzegami jeziora Pejpus osiedlali się staroobrzędowcy, w większości bezpopowcy nurtu fiedosiejewskiego, uciekający z Rosji przed prześladowaniami. W 1824 r. Święty Synod Rosyjskiego Kościoła Prawosławnego postanowił wznieść w tym miejscu cerkiew prawosławną (uznającą jurysdykcję oficjalnej Cerkwi rosyjskiej). Władze rosyjskie dążyły do tego, by staroobrzędowcy przeszli do oficjalnej Cerkwi; kilka lat wcześniej administracyjnie zamknięto wszystkie molenny bezpopowców we wschodniej Estonii. 
Ziemię pod budowę obiektu darowała baronowa Stackelberg, która też przekazała na budowę świątyni 20 tys. cegieł i tysiąc rubli. Kamień węgielny został położony 8 kwietnia 1824 r. Łącznie wzniesienie cerkwi kosztowało 35 tys. rubli, które częściowo przekazał skarb państwa, częściowo zaś – prywatni ofiarodawcy, w tym miejscowi niemieccy właściciele ziemscy. XVIII-wieczny barokowy i dwurzędowy ikonostas dla świątyni został przekazany przez biskupa pskowskiego Metodego. Budowla została konsekrowana 5 listopada 1828 r.
Wezwanie cerkwi – Opieki Matki Bożej – sugeruje pomoc i opiekę Matki Bożej dla żeglujących po jeziorze Pejpus; świątynia usytuowana jest na przylądku nad brzegiem zbiornika wodnego i w przeszłości jej dzwonnica pełniła również funkcje latarni.
Na dzwonnicy cerkiewnej zawieszono sześć dzwonów. W końcu XIX w. do miejscowej parafii należało 3290 osób, w większości ubogich rybaków i chłopów. W XX w. liczba ta znacząco spadła, obecnie (XXI w.) w miejscowości, gdzie znajduje się cerkiew, pozostało niewielu prawosławnych.
Na początku XX w. do cerkwi został dostawiony drugi ołtarz pod wezwaniem św. Mikołaja; został on wyświęcony w 1917. Osiem lat później biskup narewski i izborski Euzebiusz wyświęcił kolejny ołtarz boczny pod wezwaniem Obrazu Chrystusa Zbawiciela Nie Ludzką Ręką Uczynionego. 
W sąsiedztwie cerkwi znajdują się nagrobki służących w niej dawniej kapłanów.